# 34193 Annakoonce
34193 Annakoonce è un asteroide della fascia principale. Scoperto nel 2000, presenta un'orbita caratterizzata da un semiasse maggiore pari a 2,9995311 au e da un'eccentricità di 0,0149743, inclinata di 5,43257° rispetto all'eclittica.